# Batalla de Kars (1920)
La Batalla de Kars de 1920 fue un conflicto entre las tropas de la República Democrática de Armenia (DRA) al mando de Simon Vratsian y del Dr. Artashes Babalian y los revolucionarios turcos del Movimiento Nacional turco al mando del general Kazım Karabekir, que fue el 30 de octubre de 1920 en Kars.
- Datos: Q4810295